# Lygaeus equestris
Espèce
Lygaeus equestris, la Punaise écuyère, est une espèce d'insectes du sous-ordre des hétéroptères (punaises), de la famille des Lygaeidae, de la sous-famille des Lygaeinae.  
Elle est très difficile à différencier de Lygaeus simulans.

## Description
Punaise rouge, noire et blanche au corps long d'environ 11 mm.